# Brasil na Copa do Mundo FIFA de 2002
A edição de 2002 da Copa do Mundo marcou a décima sétima participação da Seleção Brasileira de Futebol na competição. O país manteve a situação de único país a participar de todas as edições do torneio da FIFA e conquistou o quinto título do torneio, ao vencer a Alemanha na final por 2-0, em Yokohama.
Foi a segunda vez em que a Seleção Brasileira de Futebol utilizou o esquema 3-5-2 em uma Copa do Mundo, sendo a primeira em 1990. A equipe foi treinado por Luiz Felipe Scolari e o capitão foi Cafu. O Brasil venceu todas as partidas repetindo 1970. O conjunto do tridente de ataque formado por Ronaldo, Ronaldinho Gaúcho e Rivaldo mais o lateral Roberto Carlos ficou conhecido como "Os 4 Erres" (coincidentemente, os quatro jogadores marcaram os quatro gols do Brasil na vitória de 4-0 contra a China na segunda rodada do Grupo C do torneio), e Ronaldo tornou-se o artilheiro da competição com 8 gols (sendo o primeiro jogador brasileiro a fazê-lo desde Ademir de Menezes em 1950). 
O início do ciclo foi conturbado, com resultados ruins e diversas denúncias de corrupção envolvendo jogadores, dirigentes e treinadores. A pressão popular deu origem a duas CPIs. O Brasil se recuperou dentro de campo e conseguiu se classificar à Copa do Mundo de 2002 na última rodada.
Apesar de transmitidos nas primeiras horas da manhã devido à diferença de horários (os jogos vespertinos, por exemplo, eram transmitidos às 3 horas da madrugada), os jogos marcaram acima dos 60 pontos de Ibope na Grande São Paulo. A final entre Brasil e Alemanha fechou com 67 pontos e 91% de índice share, que registra o percentual de televisores sintonizados na emissora no horário da partida.

## Eliminatórias
O Brasil passou por um ciclo instável com quatro treinadores durante as eliminatórias: Vanderlei Luxemburgo (8 jogos), Emerson Leão (3 jogos), Candinho (1 jogo) e Luiz Felipe Scolari (6 jogos). 104 jogadores convocados e perdeu seis dos nove jogos que fez como visitante.
O período de Vanderlei Luxemburgo, iniciado com o empate por 1-1 com a Iugoslávia num amistoso em São Luís, teve a conquista da Copa América de 1999, mas após ser desclassificado nos Jogos Olímpicos de Sydney pela seleção de Camarões nas quartas de final, com dois jogadores a mais em campo, além de diversas acusações na Justiça, o treinador foi demitido em setembro de 2000. Na ocasião, Luxemburgo foi acusado de falsidade ideológica, sonegação de impostos e de ter tirado proveito da venda de jogadores. O técnico fez acordo com o Ministério Público, pagou indenização, mudou seu nome de Wanderley para Vanderlei e alterou sua data de nascimento.
Emerson Leão assumiu o cargo em 2001 tentando montar uma "seleção caseira", apenas com atletas atuando no Brasil, sob a alegação de que os jogadores da Europa não respeitavam a seleção. Leão foi demitido no aeroporto de Narita, no Japão, pouco antes de embarcar para o Brasil, após a derrota para a Austrália na decisão do terceiro lugar na Copa das Confederações. O período foi conhecido como "Era Leomar", devido a surpreendente convocação do volante Leomar Leiria, então atleta do Sport Recife. Em entrevista a Rádio Transamérica em 2013, o então presidente do clube Luciano Bivar afirmara que tinha dado dinheiro a um lobista para que Leomar fosse convocado para a Seleção, porém não disse se o dinheiro havia chegado ao então treinador. Na época, Leão chamou de ridículas as declarações de Bivar.
Luiz Felipe Scolari assumiu o comando da seleção em junho de 2001. Na Copa América de 2001, diversos jogadores pediram dispensa da seleção, como o volante Mauro Silva, que comunicou a decisão no aeroporto de embarque para a Colômbia alegando receio da violência. Romário pediu dispensa alegando que faria uma cirurgia no olho. O Brasil foi desclassificado na competição para Honduras nas quartas de final, o que foi considerado um "fiasco histórico". O Brasil enfrentou dificuldades para se classificar. Rivaldo foi muito criticado pela torcida brasileira, pois o seu futebol no Barcelona estava muito superior ao que vinha apresentando na Seleção. Começou a se desgastar com as ofensas e vaias dos torcedores; após um jogo contra a Colômbia, no Estádio do Morumbi, Rivaldo chegou a declarar que não iria mais defender o Brasil. Durante a partida, o meia foi hostilizado pela torcida que lotou o estádio. A classificação para a Copa do Mundo ocorreu apenas na última rodada em vitória contra a Venezuela por 3-0. A partida decisiva foi disputada no Maranhão para agradar políticos, devido ao receio do então presidente Ricardo Teixeira ser investigado.
| Equipe    | Pts | PJ | PG | PE | PP | GF | GC | Dif |
| --------- | --- | -- | -- | -- | -- | -- | -- | --- |
| Argentina | 43  | 18 | 13 | 4  | 1  | 42 | 15 | 27  |
| Equador   | 31  | 18 | 9  | 4  | 5  | 23 | 20 | 3   |
| Brasil    | 30  | 18 | 9  | 3  | 6  | 31 | 17 | 14  |
| Paraguai  | 30  | 18 | 9  | 3  | 6  | 29 | 23 | 6   |
| Uruguai   | 27  | 18 | 7  | 6  | 5  | 19 | 13 | 6   |
| Colômbia  | 27  | 18 | 7  | 6  | 5  | 20 | 15 | 5   |
| Bolívia   | 18  | 18 | 4  | 6  | 8  | 21 | 33 | -12 |
| Peru      | 16  | 18 | 4  | 4  | 10 | 14 | 25 | -11 |
| Venezuela | 16  | 18 | 5  | 1  | 12 | 18 | 44 | -26 |
| Chile     | 12  | 18 | 3  | 3  | 12 | 15 | 27 | -12 |

### Primeiro turno
| 28 de março de 2000   | El Campín, Bogotá              | Colombia  | Colômbia  | 0:0       | Brasil    | Brasil    |
| 26 de abril de 2000   | Morumbi, São Paulo             | Brasil    | Brasil    | 3:2 (2:1) | Equador   | Ecuador   |
| 4 de junho de 2000    | Nacional, Lima                 | Perú      | Peru      | 0:1 (0:1) | Brasil    | Brasil    |
| 28 de junho de 2000   | Maracanã, Rio de Janeiro       | Brasil    | Brasil    | 1:1 (0:1) | Uruguai   | Uruguay   |
| 18 de julho de 2000   | Defensores del Chaco, Asunción | Paraguay  | Paraguai  | 2:1 (1:0) | Brasil    | Brasil    |
| 26 de julho de 2000   | Morumbi, São Paulo             | Brasil    | Brasil    | 3:1 (2:1) | Argentina | Argentina |
| 15 de agosto de 2000  | Nacional, Santiago             | Chile     | Chile     | 3:0 (2:0) | Brasil    | Brasil    |
| 3 de setembro de 2000 | Maracanã, Rio de Janeiro       | Brasil    | Brasil    | 5:0 (1:0) | Bolívia   | Bolivia   |
| 8 de outubro de 2000  | Pachencho Romero, Maracaibo    | Venezuela | Venezuela | 0:6 (0:5) | Brasil    | Brasil    |

### Segundo turno
| 15 de novembro de 2000 | Morumbi, São Paulo       | Brasil    | Brasil    | 1:0 (0:0) | Colômbia  | Colombia  |
| 28 de março de 2001    | Atahualpa, Quito         | Equador   | Equador   | 1:0 (0:0) | Brasil    | Brasil    |
| 25 de abril de 2001    | Morumbi, São Paulo       | Brasil    | Brasil    | 1:1 (0:0) | Peru      | Perú      |
| 1 de julho de 2001     | Centenario, Montevideo   | Uruguay   | Uruguai   | 1:0 (1:0) | Brasil    | Brasil    |
| 15 de agosto de 2001   | Olímpico, Porto Alegre   | Brasil    | Brasil    | 2:0 (1:0) | Paraguai  | Paraguay  |
| 5 de setembro de 2001  | Monumental, Buenos Aires | Argentina | Argentina | 2:1 (0:1) | Brasil    | Brasil    |
| 7 de outubro de 2001   | Couto Pereira, Curitiba  | Brasil    | Brasil    | 2:0 (0:0) | Chile     | Chile     |
| 7 de novembro de 2001  | Hernando Siles, La Paz   | Bolivia   | Bolívia   | 3:1 (1:1) | Brasil    | Brasil    |
| 14 de novembro de 2001 | Castelão, São Luís       | Brasil    | Brasil    | 3:0 (3:0) | Venezuela | Venezuela |

### Artilheiros
8 gols
 Ronaldo Nazário
- 5 gols

 Rivaldo
2 gols
 Antônio Carlos Zago
 Vampeta
 Edílson Capetinha
 Luizão
Ronaldo Gaúcho
1 gol
- Alex
- Juninho Paulista
- Euller
- Roque Júnior
- Marcelinho Paraíba

### Assistências
4 Assistências
- Edílson Capetinha

3 Assistências
-  Vampeta
-  Cafu

2 Assistências
- Juninho Pernambucano
- Juninho Paulista

1 Assistência
- César Sampaio
- Roberto Carlos
- Antônio Carlos Zago
- Ronaldinho Gaúcho
- Euller
- Sylvinho
- Belletti
- Denílson
- Rivaldo

## A Lista para a Copa
Na véspera da Copa do Mundo FIFA de 2002 havia um clamor popular pela convocação de Romário. Pesquisa do Datafolha indicava que 69% dos torcedores queriam ver Romário na copa. O jogador foi visto almoçando com o presidente Ricardo Teixeira às véspera da convocação.  Até o então presidente da república Fernando Henrique Cardoso se manifestou publicamente a favor do atleta: "Eu sou Romário. Sobre isso não há dúvida. O resto eu não respondo. Romário, eu sou".
Romário não foi chamado para a Copa do Mundo e Luiz Felipe Scolari se justificou mais tarde: "Eu fui convidado a ir ao Rio de Janeiro para uma determinada situação dentro da CBF e um almoço com o Ricardo Teixeira. No mesmo dia, o Romário tinha saído de uma reunião com o Ricardo. (...) Almoçamos e ele me disse: "Felipe escolhe seus jogadores, quem sabe da seleção é tu, que vai ser responsabilizado é tu". A decisão é sua. O Romário é um jogador que nos 20 metros finais é fantástico. Mas eu tinha que montar uma equipe com um pouco mais de movimentação e uma marcação mais forte. Para isso, não podia contar com o Romário. Na minha opinião eu precisaria de mais velocidade.". Ricardo Teixeira teria ficado revoltado e não disponibilizou nenhum segurança para Felipão deixar a sede da CBF. Um grupo de cinquenta manifestantes, com faixas e cartazes a favor da convocação de Romário, hostilizou o treinador e quase virou o táxi de Felipão.
Rivaldo e Ronaldo Nazário tiveram sua presença questionada na Copa. Em maio de 2002, o Barcelona queria fazer uma cirurgia em Rivaldo alegando que rendia apenas a 40%, mas foi vetado pelo médico da seleção brasileira, José Luiz Runco. Convocado em março, Ronaldo Nazário não atuava desde 23 de dezembro de 2001. Felipão justificou: "Se o Ronaldo jogar ou não na Inter, ele vem ao Brasil para fazer parte do grupo. Nós não temos um tempo longo para esperar a Inter decidir pela escalação do jogador". Runco: "O Ronaldo já estava em condições de jogo, mas toda hora tinha problemas musculares. Nós tínhamos um jogo amistoso em fevereiro e o Ronaldo voltou ao Brasil. Foram 30 dias de trabalho. Nós tivemos uma falha em uma manhã. Ele não foi nessa manhã. Ele fazia trabalho três vezes por dia, de manhã, tarde e complementação à noite. No resto, ele se dedicou. O problema é que a Inter tinha um técnico argentino [Héctor Cúper], que tumultuou a vida do Ronaldo. Quanto ao Rivaldo, os quatro médicos do Barcelona queriam, queriam, que ele operasse. Nós bancamos. Mas na semana que ele iria se apresentar na seleção, ele torceu o joelho. Aí lá em Barcelona falaram que o Rivaldo estava fora da Copa. Aí eu disse: "olha, ele vai jogar." E foi o que aconteceu." 
O Brasil marcou amistosos no início de 2002 contra Bolívia, Arábia Saudita e Islândia visando realizar testes. Dos amistosos saíram jogadores com Kleberson, Anderson Polga, Gilberto Silva e Kaká. Denílson alegou que escondeu uma lesão de menisco da comissão técnica, que o impedia de usar a perna direita e passou a copa do mundo tomando anti-inflamatório antes de dormir e ao acordar. 
Segundo Vampeta, Scolari teria conversado com ele, Alex e Roque Junior: "Vocês eu já conheço, quero testar aqueles cara lá. (..) [mas] os caras que o Felipão pôs para testar, só eles fizeram gols, porque só eles estão jogando, contra uma seleção baba, pegaram moral.".   Alex afirma que Felipão deu a entender que ele iria à Copa do mundo: "Eu joguei a maioria dos jogos, era um treinador que me conhecia, que em várias conversas deixou sempre a entender que eu participaria. Em um amistoso no Mato Grosso contra a Islândia, tive uma conversa com o Felipão no corredor, e aquela conversa me dava mais certeza de que eu jogaria o Mundial".
Nome certo para a Copa, o meia Djalminha deu uma cabeçada no seu treinador, Javier Irureta, do La Coruña. Felipão justificou: “Fiquei muito dividido entre Djalminha e Kaká na lista final. A minha ideia era levar o Djalminha. Depois do episódio fiquei pensando: ‘Vou levar alguém que deu problema? Como os outros jogadores e a mídia vão interpretar?" De acordo com Vampeta, Djalminha teria chegado bêbado à concentração da seleção em amistoso contra a Catalunha em maio de 2002 e cobrado Felipão: "Você convocar esse moleque [Kaká] e não me levar porque eu briguei com o treinador? Você não sabe o que eu passo com ele?".
Esta foi a mais recente Copa do Mundo para a qual foram convocados mais jogadores atuando no Brasil do que no exterior.

## Convocados
Convocados no dia 07 de maio de 2002.
| Número | Nome                | Posição            | Equipe              |
| ------ | ------------------- | ------------------ | ------------------- |
| 1      | Marcos              | Goleiro            | Palmeiras           |
| 2      | Cafu                | Lateral-direito    | Roma                |
| 3      | Lúcio               | Zagueiro           | Bayer Leverkusen    |
| 4      | Roque Júnior        | Zagueiro           | Milan               |
| 5      | Edmílson            | Volante e Zagueiro | Olympique Lyonnais  |
| 6      | Roberto Carlos      | Lateral-esquerdo   | Real Madrid         |
| 7      | Ricardinho          | Meio-campista      | Corinthians         |
| 8      | Gilberto Silva      | Volante            | Atlético Mineiro    |
| 9      | Ronaldo             | Atacante           | Inter de Milão      |
| 10     | Rivaldo             | Atacante           | Barcelona           |
| 11     | Ronaldinho Gaúcho   | Meio-campista      | Paris Saint-Germain |
| 12     | Dida                | Goleiro            | Corinthians         |
| 13     | Belletti            | Lateral-direito    | São Paulo           |
| 14     | Anderson Polga      | Zagueiro           | Grêmio              |
| 15     | Kléberson           | Volante            | Atlético Paranaense |
| 16     | Júnior              | Lateral-esquerdo   | Parma               |
| 17     | Denílson            | Meio-campista      | Real Betis          |
| 18     | Vampeta             | Volante            | Corinthians         |
| 19     | Juninho Paulista    | Meio-campista      | Flamengo            |
| 20     | Edilson             | Atacante           | Cruzeiro            |
| 21     | Luizão              | Atacante           | Grêmio              |
| 22     | Rogério Ceni        | Goleiro            | São Paulo           |
| 23     | Kaká                | Meio-campista      | São Paulo           |
| DT     | Luiz Felipe Scolari | Treinador          |                     |

## Campanha
Na véspera da Copa, Emerson machucou o ombro em um rachão e foi cortado. Para o lugar dele, foi chamado Ricardinho. "Eu fiquei chateado. No jogo Brasil e Inglaterra eu já estava bom. (..) Eu era o capitão, tinha uma relação de confiança, o Felipão me conhecia desde os 17 anos de idade".
O Brasil estreou derrotando, de virada, a Turquia, por 2 a 1, em jogo marcado pelo pênalti marcado em uma falta fora da área sofrida por Luizão, que caiu dentro da área tapeando o árbitro sul-coreano Kim Young-joo. Rivaldo converteu a cobrança. O pênalti deveria ser cobrado por Ronaldinho, mas Rivaldo assumiu a responsabilidade: "Pelo meu esquema, seria o Ronaldinho que deveria cobrar, mas na hora que ele pegou a bola, olhou para o banco. Quando você vê um jogador olhando para o banco, sabe que tem alguma coisa acontecendo. Na linguagem popular, ele estava todo cagado. Aí, o técnico pensa: 'ai, Jesus!' É nessa hora que aparecem as lideranças do grupo. O Rivaldo fez assim [gesto] Eu disse: 'é tu mesmo!'. Nesse momento, não é só o jogador que está cagado, o técnico também está".
No segundo jogo, o Brasil goleou a China, que fazia sua estreia em mundiais, por 4 a 0. Na terceira partida, com o Brasil já classificado, Felipão poupou muitos titulares e a seleção aplicou nova goleada de 5 a 2 sobre a Costa Rica. Com a rotação do elenco neste jogo, Felipão conseguiu utilizar na Copa todos os jogadores de linha que tinha à disposição, totalizando 21 jogadores utilizados dos 23 convocados (apenas os goleiros reservas, Dida e Rogério Ceni, não entraram em campo).
Nas oitavas, o Brasil superou a Bélgica por 2 a 0. O lance polêmico foi um gol anulado de Marc Wilmots. Em entrevista para a Gazeta em 2018, Wilmots declarou: "Para mim, não foi falta. A partir daí, nós da Bélgica, nos sentimos prejudicados. É claro que não podemos dizer que um gol aos 37 minutos de jogo, o que aconteceria depois, se o Brasil empataria ou não, mas isso muda tudo. A gente nunca vai saber". Ronaldo declarou em 2022 para Tiago Leifert: "O jogo da Bélgica foi o mais difícil. Começamos levando um sufoco, os caras fizeram um gol anulado, a gente não tava bem no jogo, até que o Rivaldo encontrou uma genialidade.". A partir desse jogo, Juninho Paulista deu lugar a Kleberson. Tostão analisou que "Havia poucos jogadores no meio-campo".
Nas quartas de final, virada de 2 a 1 sobre a Inglaterra, com um jogador a menos, devido a expulsão de Ronaldinho Gaúcho. O gol da virada foi de cobertura de Ronaldinho, que negou ter sido sem querer: ""Eu já tinha reparado, quando a gente olhava os vídeos dos outros jogos, já analisava que o goleiro deles sempre ficava um pouco adiantado. Então, já veio a possibilidade ali. Junto com a sorte, acabou saindo aquele lindo gol". Cafu afirmou que deu a dica: "Eu falei para ele que o Seaman (goleiro da Inglaterra) vivia adiantado. Quando eu jogava no Zaragoza (da Espanha), o Nayim (meia espanhol) fez um gol nele do meio de campo porque ele estava adiantado. Mas eu só dei um toque no Ronaldo, falando que ele estava sempre adiantado. Mas colocar a bola lá, do jeito que ele colocou, só o Ronaldinho mesmo". O Brasil controlou o jogo. "A Inglaterra estava com medo do Brasil, mesmo com um mais", relata Cafu.
Na semifinal, o Brasil reencontrou a Turquia, que surpreendeu ao eliminar nas quartas de final os senegaleses, a sensação daquele Mundial, e novamente o Brasil arrancou uma vitória difícil, desta vez por 1 a 0. Ficou famoso o lance em que Denílson é perseguido por quatro turcos. Segundo Denílson: "Voltei pro hotel, a imprensa vindo falar comigo que eu tinha realizado a jogada da Copa do Mundo. E eu não dei muita importância. (...) A repercussão eu só fui me dar conta depois que parei de jogar, porque em qualquer lugar, evento ou trabalho as pessoas me perguntam sobre essa jogada. A imagem não sai da cabeça do torcedor. O gol decisivo foi de Ronaldo em jogada individual semelhante a de Romário contra a Suécia na primeira fase da Copa de 1994. Segundo Ronaldo: "Foi um gol à la Romário, na única oportunidade que eu tive no segundo tempo". Outro lance nostálgico, foi a troca de passes para a finalização de Cafu no segundo tempo. Cafu: "Eu quase faço um gol, e o Ronaldo falou, "nós iríamos repetir o Carlos Alberto e o Pelé em 1970", o Ronaldo rolou igualzinho o Pelé, mas eu dominei a bola e bati, e o goleiro tirou a bola de cotovelo, se eu tivesse chegado de primeira."
Na final, vitória sobre a Alemanha por 2 a 0 com dois gols de Ronaldo. A Alemanha estava sem Michael Ballack, suspenso. O Brasil foi considerado o favorito para vencer a partida pelas casas de apostas. Felipão: "No último jogo, começaram a circular boatos de quem seria o artilheiro. Chamei os dois (Ronaldo e Rivaldo), conversei com eles, eles brincaram entre eles. Eram situações criadas para que se houvesse alguma coisa [estaria precavido]". No dia anterior ao jogo, às 11 horas da noite, Ronaldo, Roque Júnior, Roberto Carlos, Ricardinho e Dida estavam jogando minigolfe nos corredores do hotel, num ambiente relaxado. Apesar da tradição e do retrospecto, este foi o primeiro confronto entre as duas equipes em Copas do Mundo (o Brasil enfrentara a Alemanha Oriental na única vez que esta disputou o torneio, em 1974, mas nunca a Ocidental, da qual o país reunificado é considerado herdeiro).
Pela conquista do título, cada membro da comissão técnica recebeu um prêmio de US$ 100 mil estipulados pela CBF. Desde o atacante Ronaldo, artilheiro da Copa com oito gols, ao massagista Jorge Luís Domingos, o "bicho" pelo penta foi o mesmo. Os pentacampeões também receberam outros R$ 104.683,19 pela participação nos contratos da CBF com Globo, AmBev e Telemar, patrocinadoras da seleção.

## Audiências
As partidas do Brasil fizeram mais de 60 pontos de Ibope na Grande São Paulo, apesar do horário de exibição (a partida contra a Costa Rica, jogada à tarde em Suwon, foi exibida no Brasil às 3:30 da madrugada, por exemplo). A final entre Brasil e Alemanha fechou com 67 pontos.  A emissora alcançou 91% de índice share, que registra o percentual de televisores sintonizados na emissora no horário da partida. 
A estreia contra a Turquia alcançou 64 pontos. O terceiro jogo, contra a Costa Rica atingiu a menor audiência, com 56 pontos. Nas oitavas de final, contra a Bélgica rendeu 68 pontos de audiência. Contra a Inglaterra nas quartas registrou-se 65 pontos. O recorde de audiência ocorreu nos jogos do Brasil contra a Turquia na semifinal e na goleada por 4 a 0 sobre a China, na primeira fase, quando a emissora alcançou 69 pontos de média. Já o recorde de share  (participação de um canal sobre o total de aparelhos ligados num determinado momento) foi estabelecido durante o jogo Brasil 2 x 1 Inglaterra, pelas quartas de final - a partida teve início às 3h30 da madrugada pelo horário de Brasília. O "share" da Globo durante a partida foi de 94,2%. 
A reprise da final, exibida na tarde de domingo em 2020, pela TV Globo, bateu 21 pontos e 37% de participação, superior aos quatro domingo anteriores.

## Classificação
| Time       | Pts | J | V | E | D | GF | GC | SG |
| ---------- | --- | - | - | - | - | -- | -- | -- |
| Brasil     | 9   | 3 | 3 | 0 | 0 | 11 | 3  | 8  |
| Turquia    | 4   | 3 | 1 | 1 | 1 | 5  | 3  | 2  |
| Costa Rica | 4   | 3 | 1 | 1 | 1 | 5  | 6  | -1 |
| China      | 0   | 3 | 0 | 0 | 3 | 0  | 9  | -9 |

## Primeira fase
| 3 de Junho de 2002 | Brasil                    | 2 – 1       | Turquia | Munsu Cup Stadium, Ulsan                                |
| 18:00              | Ronaldo 50' · Rivaldo 87' | (Relatório) | Şaş 47' | Público: 33 842 Árbitro: Kim Young-Joo ( Coreia do Sul) |

| Brasil | Turquia |

| G                   | 1  | Marcos           |     |     |
| Z                   | 4  | Roque Júnior     |     |     |
| Z                   | 3  | Lúcio            |     |     |
| Z                   | 5  | Edmílson         |     |     |
| LD                  | 2  | Cafu             |     |     |
| LE                  | 6  | Roberto Carlos   |     |     |
| V                   | 8  | Gilberto Silva   |     |     |
| M                   | 19 | Juninho Paulista |     | 72' |
| M                   | 11 | Ronaldinho       |     | 67' |
| A                   | 9  | Ronaldo          |     | 73' |
| M                   | 10 | Rivaldo          |     |     |
| Substituições:      |    |                  |     |     |
| A                   | 17 | Denílson         | 73' | 67' |
| M                   | 18 | Vampeta          |     | 72' |
| A                   | 21 | Luizão           |     | 73' |
| Técnico:            |    |                  |     |     |
| Luiz Felipe Scolari |    |                  |     |     |

| G              | 1  | Rüştü Reçber     |            |     |
| Z              | 5  | Alpay Özalan     | 44', 86'   |     |
| Z              | 16 | Ümit Özat        |            |     |
| Z              | 3  | Bülent Korkmaz   |            | 66' |
| LD             | 4  | Fatih Akyel      | 21'        |     |
| V              | 8  | Tugay Kerimoğlu  |            | 88' |
| LE             | 20 | Hakan Ünsal      | 24', 90+4' |     |
| M              | 21 | Emre Belözoğlu   |            |     |
| A              | 10 | Yıldıray Baştürk |            | 66' |
| M              | 11 | Hasan Şaş        |            |     |
| A              | 9  | Hakan Şükür (c)  |            |     |
| Substitutions: |    |                  |            |     |
| A              | 17 | İlhan Mansız     |            | 66' |
| M              | 22 | Ümit Davala      |            | 66' |
| A              | 6  | Arif Erdem       |            | 88' |
| Tecnico:       |    |                  |            |     |
| Şenol Güneş    |    |                  |            |     |

|  |

| 8 de Junho de 2002 | Brasil                                                                 | 4 – 0       | China | Jeju World Cup Stadium, Seogwipo                |
| 20:30              | Roberto Carlos 15' · Rivaldo 32' · Ronaldinho Gaúcho 45' · Ronaldo 55' | (Relatório) |       | Público: 36,750 Árbitro: Anders Frisk ( Suécia) |

| Brasil | China |

| G                   | 1  | Marcos           |     |     |
| Z                   | 3  | Lúcio            |     |     |
| Z                   | 14 | Anderson Polga   |     |     |
| Z                   | 4  | Roque Júnior     | 69' |     |
| LD                  | 2  | Cafu             |     |     |
| LE                  | 6  | Roberto Carlos   |     |     |
| V                   | 19 | Juninho Paulista |     | 70' |
| V                   | 8  | Gilberto Silva   |     |     |
| M                   | 10 | Rivaldo          |     |     |
| A                   | 9  | Ronaldo          |     | 72' |
| M                   | 11 | Ronaldinho       | 25' | 46' |
| Substituições:      |    |                  |     |     |
| A                   | 17 | Denílson         |     | 46' |
| M                   | 7  | Ricardinho       |     | 70' |
| A                   | 20 | Edílson          |     | 72' |
| Técnico:            |    |                  |     |     |
| Luiz Felipe Scolari |    |                  |     |     |

| G                | 22 | Jiang Jin     |  |     |
| Z                | 21 | Xu Yunlong    |  |     |
| Z                | 17 | Du Wei        |  |     |
| Z                | 14 | Li Weifeng    |  |     |
| LE               | 4  | Wu Chengying  |  |     |
| V                | 8  | Li Tie        |  |     |
| V                | 15 | Zhao Junzhe   |  |     |
| LD               | 18 | Li Xiaopeng   |  |     |
| M                | 9  | Ma Mingyu (c) |  | 62' |
| A                | 19 | Qi Hong       |  | 66' |
| A                | 10 | Hao Haidong   |  | 75' |
| Substituições:   |    |               |  |     |
| M                | 3  | Yang Pu       |  | 62' |
| M                | 6  | Shao Jiayi    |  | 66' |
| A                | 16 | Qu Bo         |  | 75' |
| Técnico:         |    |               |  |     |
| Bora Milutinović |    |               |  |     |

| 13 de Junho de 2002 | Costa Rica               | 2 – 5       | Brasil                                                     | Suwon World Cup Stadium, Suwon                      |
| 15:30               | Wanchope 39' · Gómez 56' | (Relatório) | Ronaldo 10', 13' · Edmílson 38' · Rivaldo 62' · Júnior 64' | Público: 38,524 Árbitro: Gamal Al-Ghandour ( Egito) |

| Costa Rica | Brasil |

| G                   | 1  | Erick Lonnis (c)  |  |     |
| Z                   | 5  | Gilberto Martínez |  | 74' |
| Z                   | 4  | Mauricio Wright   |  |     |
| Z                   | 3  | Luis Marín        |  |     |
| LD                  | 15 | Harold Wallace    |  | 46' |
| V                   | 8  | Mauricio Solís    |  | 65' |
| V                   | 6  | Wilmer López      |  |     |
| V                   | 10 | Walter Centeno    |  |     |
| LE                  | 22 | Carlos Castro     |  |     |
| A                   | 9  | Paulo Wanchope    |  |     |
| A                   | 11 | Rónald Gómez      |  |     |
| Substituição:       |    |                   |  |     |
| A                   | 16 | Steven Bryce      |  | 46' |
| A                   | 7  | Rolando Fonseca   |  | 65' |
| M                   | 12 | Winston Parks     |  | 74' |
| Técnico:            |    |                   |  |     |
| Alexandre Guimarães |    |                   |  |     |

| G                   | 1  | Marcos           |       |     |
| Z                   | 3  | Lúcio            |       |     |
| Z                   | 14 | Anderson Polga   |       |     |
| Z                   | 5  | Edmílson         |       |     |
| LD                  | 2  | Cafu             | 90+3' |     |
| LE                  | 16 | Júnior           |       |     |
| V                   | 19 | Juninho Paulista |       | 61' |
| V                   | 8  | Gilberto Silva   |       |     |
| A                   | 20 | Edílson          |       | 57' |
| A                   | 9  | Ronaldo          |       |     |
| M                   | 10 | Rivaldo          |       | 72' |
| Substituição:       |    |                  |       |     |
| M                   | 15 | Kléberson        |       | 57' |
| M                   | 7  | Ricardinho       |       | 61' |
| A                   | 23 | Kaká             |       | 72' |
| Técnico:            |    |                  |       |     |
| Luiz Felipe Scolari |    |                  |       |     |

## Segunda fase

### Oitavas de final
| 17 de Junho de 2002 | Brasil                    | 2 – 0       | Bélgica | Wing Stadium, Kobe                                    |
| 20:30               | Rivaldo 67' · Ronaldo 87' | (Relatório) |         | Público: 40,440 Árbitro: Peter Prendergast ( Jamaica) |

| Brasil | Bélgica |

| G                   | 1  | Marcos           |     |     |
| Z                   | 3  | Lúcio            |     |     |
| Z                   | 4  | Roque Júnior     |     |     |
| Z                   | 5  | Edmílson         |     |     |
| LD                  | 2  | Cafu             |     |     |
| LE                  | 6  | Roberto Carlos   | 28' |     |
| V                   | 19 | Juninho Paulista |     | 57' |
| V                   | 8  | Gilberto Silva   |     |     |
| M                   | 11 | Ronaldinho       |     | 81' |
| M                   | 10 | Rivaldo          |     | 90' |
| A                   | 9  | Ronaldo          |     |     |
| Substituições:      |    |                  |     |     |
| M                   | 17 | Denílson         |     | 57' |
| M                   | 15 | Kléberson        |     | 81' |
| M                   | 7  | Ricardinho       |     | 90' |
| Técnico:            |    |                  |     |     |
| Luiz Felipe Scolari |    |                  |     |     |

| G              | 1  | Geert De Vlieger    |     |     |
| LD             | 15 | Jacky Peeters       |     | 72' |
| Z              | 16 | Daniel Van Buyten   |     |     |
| Z              | 6  | Timmy Simons        |     |     |
| LE             | 5  | Nico Van Kerckhoven |     |     |
| M              | 22 | Mbo Mpenza          |     |     |
| V              | 18 | Yves Vanderhaeghe   | 24' |     |
| V              | 10 | Johan Walem         |     |     |
| M              | 8  | Bart Goor           |     |     |
| A              | 11 | Gert Verheyen       |     |     |
| A              | 7  | Marc Wilmots (c)    |     |     |
| Substituições: |    |                     |     |     |
| A              | 9  | Wesley Sonck        |     | 72' |
| Técnico:       |    |                     |     |     |
| Robert Waseige |    |                     |     |     |

### Quartas de final
| 21 de Junho de 2002 | Inglaterra | 1 – 2       | Brasil                              | Ecopa Stadium, Shizuoka                              |
| 15:30               | Owen 23'   | (Relatório) | Rivaldo 47' · Ronaldinho Gaúcho 50' | Público: 47,436 Árbitro: Felipe Ramos Rizo ( México) |

| Inglaterra | Brasil |

| G                   | 1  | David Seaman      |     |     |
| LD                  | 2  | Danny Mills       |     |     |
| Z                   | 5  | Rio Ferdinand     | 86' |     |
| Z                   | 6  | Sol Campbell      |     |     |
| LE                  | 3  | Ashley Cole       |     | 80' |
| M                   | 7  | David Beckham (c) |     |     |
| V                   | 21 | Nicky Butt        |     |     |
| V                   | 8  | Paul Scholes      | 75' |     |
| M                   | 4  | Trevor Sinclair   |     | 56' |
| A                   | 10 | Michael Owen      |     | 79' |
| A                   | 11 | Emile Heskey      |     |     |
| Substituições:      |    |                   |     |     |
| M                   | 23 | Kieron Dyer       |     | 56' |
| A                   | 20 | Darius Vassell    |     | 79' |
| A                   | 17 | Teddy Sheringham  |     | 80' |
| Técnico:            |    |                   |     |     |
| Sven-Göran Eriksson |    |                   |     |     |

| G                   | 1  | Marcos         |     |     |
| Z                   | 3  | Lúcio          |     |     |
| Z                   | 5  | Edmílson       |     |     |
| Z                   | 4  | Roque Júnior   |     |     |
| LD                  | 2  | Cafu           |     |     |
| LE                  | 6  | Roberto Carlos |     |     |
| V                   | 15 | Kléberson      |     |     |
| V                   | 8  | Gilberto Silva |     |     |
| M                   | 11 | Ronaldinho     | 57' |     |
| M                   | 10 | Rivaldo        |     |     |
| A                   | 9  | Ronaldo        |     | 70' |
| Substituições:      |    |                |     |     |
| A                   | 20 | Edílson        |     | 70' |
| Técnico:            |    |                |     |     |
| Luiz Felipe Scolari |    |                |     |     |

### Semifinal
| 26 de Junho de 2002 | Brasil      | 1 – 0       | Turquia | Saitama Stadium, Saitama                                 |
| 20:30               | Ronaldo 49' | (Relatório) |         | Público: 61,058 Árbitro: Kim Milton Nielsen ( Dinamarca) |

| Brasil | Turquia |

| G                   | 1  | Marcos         |     |     |
| Z                   | 3  | Lúcio          |     |     |
| Z                   | 4  | Roque Júnior   |     |     |
| Z                   | 5  | Edmílson       |     |     |
| LD                  | 2  | Cafu           |     |     |
| V                   | 15 | Kléberson      |     | 85' |
| V                   | 8  | Gilberto Silva | 41' |     |
| LE                  | 6  | Roberto Carlos |     |     |
| A                   | 20 | Edílson        |     | 75' |
| A                   | 9  | Ronaldo        |     | 68' |
| M                   | 10 | Rivaldo        |     |     |
| Substituições:      |    |                |     |     |
| A                   | 21 | Luizão         |     | 68' |
| M                   | 17 | Denílson       |     | 75' |
| LD                  | 13 | Belletti       |     | 85' |
| Técnico:            |    |                |     |     |
| Luiz Felipe Scolari |    |                |     |     |

| G              | 1  | Rüştü Reçber     |     |     |
| LD             | 4  | Fatih Akyel      |     |     |
| Z              | 5  | Alpay Özalan     |     |     |
| Z              | 3  | Bülent Korkmaz   |     |     |
| LE             | 18 | Ergün Penbe      |     |     |
| M              | 8  | Tugay Kerimoğlu  | 59' |     |
| M              | 22 | Ümit Davala      |     | 74' |
| V              | 10 | Yıldıray Baştürk |     | 88' |
| M              | 21 | Emre Belözoğlu   |     | 62' |
| A              | 11 | Hasan Şaş        | 90' |     |
| A              | 9  | Hakan Şükür (c)  |     |     |
| Substituições: |    |                  |     |     |
| A              | 17 | İlhan Mansız     |     | 62' |
| M              | 13 | Muzzy İzzet      |     | 74' |
| A              | 6  | Arif Erdem       |     | 88' |
| Técnico:       |    |                  |     |     |
| Şenol Güneş    |    |                  |     |     |

## Final
| 30 de Junho de 2002 | Alemanha | 0 – 2       | Brasil           | International Stadium Yokohama, Yokohama             |
| 18:00               |          | (Relatório) | Ronaldo 67', 79' | Público: 69,029 Árbitro: Pierluigi Collina ( Itália) |

| Alemanha | Brasil |

| G              | 1  | Oliver Kahn (c)     |    |     |
| Z              | 2  | Thomas Linke        |    |     |
| Z              | 5  | Carsten Ramelow     |    |     |
| Z              | 21 | Christoph Metzelder |    |     |
| LD             | 22 | Torsten Frings      |    |     |
| V              | 8  | Dietmar Hamann      |    |     |
| V              | 16 | Jens Jeremies       |    | 77' |
| LE             | 17 | Marco Bode          |    | 84' |
| M              | 19 | Bernd Schneider     |    |     |
| A              | 11 | Miroslav Klose      | 9' | 74' |
| A              | 7  | Oliver Neuville     |    |     |
| Substituições: |    |                     |    |     |
| A              | 20 | Oliver Bierhoff     |    | 74' |
| A              | 14 | Gerald Asamoah      |    | 77' |
| Z              | 6  | Christian Ziege     |    | 84' |
| Técnico:       |    |                     |    |     |
| Rudi Völler    |    |                     |    |     |

| G                   | 1  | Marcos           |    |     |
| Z                   | 3  | Lúcio            |    |     |
| Z                   | 5  | Edmílson         |    |     |
| Z                   | 4  | Roque Júnior     | 6' |     |
| LD                  | 2  | Cafu             |    |     |
| V                   | 8  | Gilberto Silva   |    |     |
| V                   | 15 | Kléberson        |    |     |
| LE                  | 6  | Roberto Carlos   |    |     |
| M                   | 11 | Ronaldinho       |    | 85' |
| A                   | 10 | Rivaldo          |    |     |
| A                   | 9  | Ronaldo          |    | 90' |
| Substituições:      |    |                  |    |     |
| M                   | 19 | Juninho Paulista |    | 85' |
| M                   | 17 | Denílson         |    | 90' |
| Técnico:            |    |                  |    |     |
| Luiz Felipe Scolari |    |                  |    |     |